# Dibolia tyrrhenica
Dibolia tyrrhenica es una especie de insecto coleóptero, de la familia Chrysomelidae. Fue descrita científicamente en 1981 por Mohr.